# Réka Luca Jani
Réka Luca Jani (nació el 31 de julio de 1991 Siófok) es una jugadora de tenis húngara y miembro del equipo de Fed Cup de Hungría.
Jani es una de las jugadoras más leauredas del circuito ITF, habiendo levantado hasta 25 títulos individuales y 34 de dobles. En septiembre de 2022, alcanzó su mejor ranking individual el cual fue la 104 del mundo. El 7 de julio de 2014, alcanzó sel puesto número 159 del mundo en el ranking de dobles.

## Títulos WTA (0; 0+0)

### Dobles (0)
| Leyenda                    |
| -------------------------- |
| Grand Slam (0)             |
| Juegos Olímpicos (0)       |
| WTA Tour Championships (0) |
| Premier Mandatory (0)      |
| Premier 5 (0)              |
| Premier (0)                |
| International (0)          |

#### Finalista (1)
| N.º | Fecha               | Torneos       | Superficie | Pareja      | Oponentes                         | Resultado |
| --- | ------------------- | ------------- | ---------- | ----------- | --------------------------------- | --------- |
| 1.  | 4 de agosto de 2016 | Florianópolis | Dura       | Tímea Babos | Lyudmyla Kichenok Nadiia Kichenok | 3-6, 1-6  |